# 濮陽春
濮陽春，字抱元，號生府，直隸寧國府宣城縣人，明朝政治人物。

## 生平
萬曆十九年（1591年）辛卯科應天鄉試舉人，萬曆二十九年（1601年）辛丑科進士，禮部觀政，三十年授知上高县，三十三年调海盐，均徭役，便貧民。有都諫子贩私鹾，捕之，反以石击杀指挥使，春逮治如法。諸司为之解，不从。三十四年本省同考，三十五年遷南京刑部主事，三十七年升本部湖廣司郎中，遇事詳鞫，务得其情，坐蜚语，當奪一官，遂告歸里居。建桥筑堤，行旅稱便。。

## 家族
曾祖濮阳元貞。祖父濮阳鏞。父濮阳滋，庠生。

## 引用
1. ↑  《萬曆二十九年辛丑科進士履歷》：濮阳春，生府，诗二房，癸亥六月二十四日生。宣城人，辛卯三十三名，会二百六十五，三甲一百七十三名。礼部政，壬寅授上高知縣，乙巳調海盐，丁未升南刑部主事，己酉升本部湖廣司郎中。
2. ↑  《寧國府志》
3. ↑  《宣城縣志》